# Acebrofilina
A acebrofilina é um fármaco com ação mucorreguladora e expectorante.
 Quimicamente, é a combinação de dois fármacos, a acefilina—um derivado da teofilina—e o ambroxol.

## Mecanismo de ação
A acebrofilina desepenha o seu efeito terapêutico através de vários mecanismos de ação:
- Atuando na desfragmentação e desagregação da estrutura filamentosa do muco, reduzindo sua viscosidade e adesividade.
- Estimulando a secreção e síntese do surfactante alveolar, favorecendo a expulsão das secreções bronquiais
- Atuando como broncodilatador, inibindo a dispnéia, o broncoespasmo, e os sibilos.

## Uso
A acebrofilina é empregada no tratamento de:
- bronquite obstrutiva crônica
- asma brônquica
- bronquite asmatiforme
- enfisema pulmonar